# Acrotaenia tarsata
Acrotaenia tarsata är en tvåvingeart som beskrevs av Wulp 1899. Acrotaenia tarsata ingår i släktet Acrotaenia och familjen borrflugor. Inga underarter finns listade i Catalogue of Life.